# Sevirova, Florești
Sevirova este satul de reședință al comunei cu același nume  din raionul Florești Republica Moldova.

## Demografie
Conform recensământului populației din 2004, satul Sevirova avea 798 locuitori: 765 moldoveni/români, 23 ucraineni și 10 ruși.

## Personalități
- Dimitrie Cărăuș — student, membru al Sfatului Țării